# Ardrossan (Alberta)
Pour les articles homonymes, voir Ardrossan.
Ardrossan est un hameau situé dans le comté de Strathcona, dans le centre de la province d'Alberta.